# Puerto de Santa Cruz
Ne doit pas être confondu avec Puerto Santa Cruz en Argentine
Puerto de Santa Cruz est une commune de la province de Cáceres dans la communauté autonome d'Estrémadure en Espagne.